# Comitê Polonês de Libertação Nacional

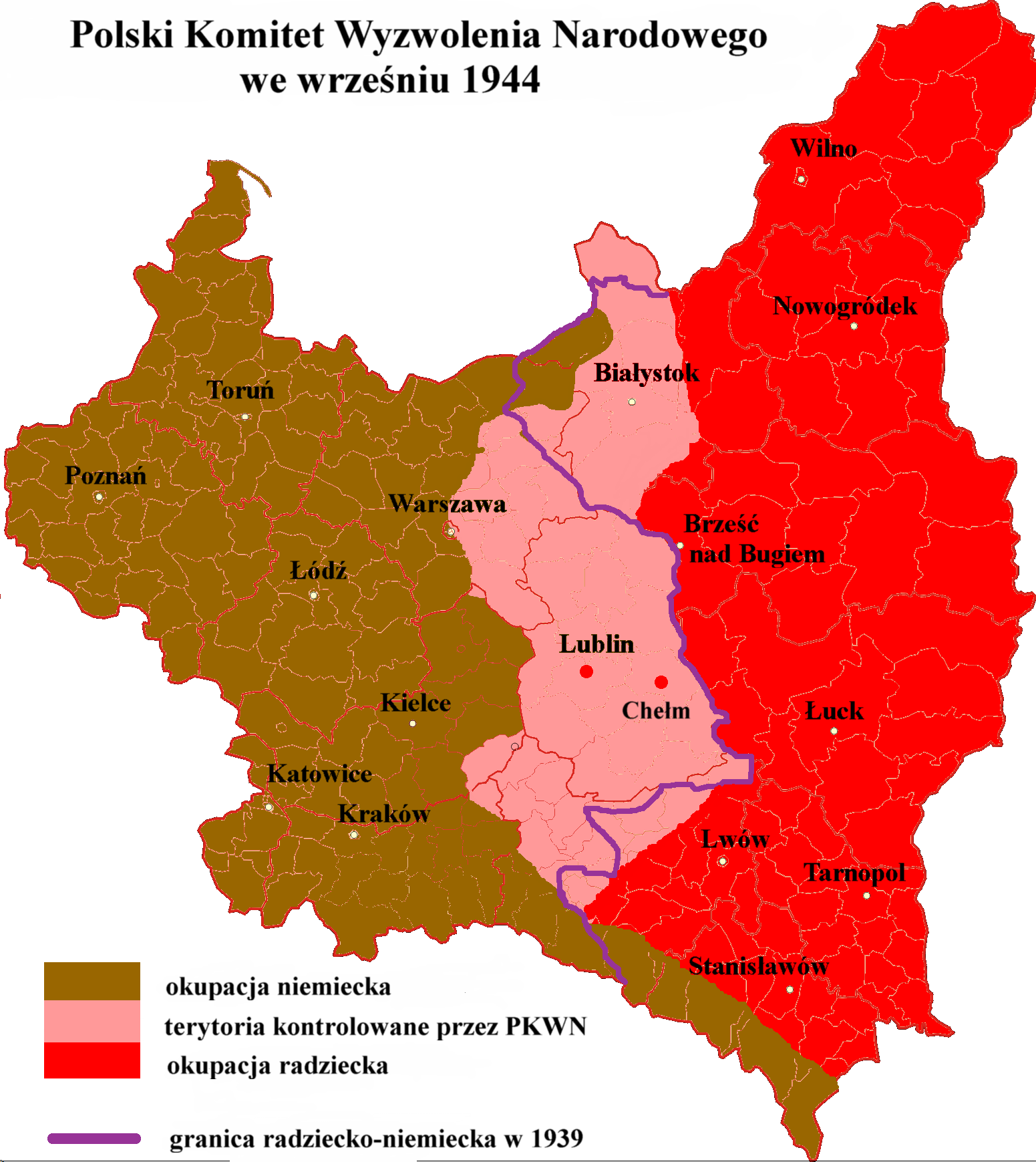
Terras administradas pela PKWN em setembro de 1944 (rosa)

O Comitê Polonês de Libertação Nacional (em polonês: Polski Komitet Wyzwolenia Narodowego), também conhecido pela sigla PKWN e como Comitê de Lublin, foi uma autoridade governante estabelecida na Polônia, na fase posterior da Segunda Guerra Mundial.
O PKWN foi oficialmente proclamado em 22 de julho de 1944 em Chełm, instalado em 26 de julho em Lublin, e colocado formalmente sob a direção do Conselho Nacional do Estado. O PKWN era uma entidade provisória que funcionava em oposição ao governo polonês no exílio, e que exerceu o controle sobre o território polonês retomado da Alemanha nazista pelo Exército Vermelho e pelo Exército do Povo Polonês. Ele foi patrocinado pela União Soviética, e controlado pelos comunistas poloneses.

## Formação
Na época da formação do PKWN, a principal autoridade polonesa na Polônia ocupada pela Alemanha Nazi era a rede de organizações do Estado Secreto Polonês, leal ao governo polonês no exílio, instalado em Londres. Quando o Exército Vermelho, lutando contra as forças alemãs, entrou no território polonês, Josef Stalin e os comunistas poloneses prosseguiram com o estabelecimento de uma autoridade executiva rival, alinhada com seus objetivos.
O PKWN foi formado em negociações envolvendo as principais organizações comunistas polonesas, a União de Patriotas Poloneses (ZPP) e o Partido dos Trabalhadores Poloneses (PPR). O movimento comunista polonês tinha sido dizimado durante os expurgos soviéticos da década de 1930, mas ressuscitou a partir de 1940. O PPR foi um novo partido organizado na Polônia ocupada, e o ZPP originou-se durante a guerra na União Soviética. O PPR já havia estabelecido em Varsóvia o Conselho Nacional do Estado (KRN), sustentando ser ele o parlamento nacional em tempos de guerra. Devido aos obstáculos relacionados com a guerra, os líderes comunistas vindos de Varsóvia (a delegação do PPR, que incluía Władysław Gomułka e Bolesław Bierut) chegaram a Lublin apenas em 31 de julho, e chegaram a um acordo com o grupo de Moscou (ZPP) em 15 de agosto. Os documentos que eles produziram foram pré-datados como sendo de 21 de julho, a fim de concilia-los com as declarações emitidas em 22 de julho.
O Manifesto do PKWN, proclamado em 22 de julho de 1944, foi delineado com antecedência em uma transmissão da Rádio de Moscou. O PKWN, localizado em Lublin, ficou conhecido como o Comitê de Lublin. Enquanto a autoridade administrativa na Polônia era atribuída à PKWN, muitos aspectos da governança da época da guerra eram determinados pela presença militar soviética.
Quando o Exército Vermelho e o Exército Polonês aliado se transferiram para o território polonês, a PKWN expandiu sua autoridade dentro das áreas libertadas, exceto Kresy (a Polônia Oriental de antes da guerra), que os Aliados concordaram seria incorporada à União Soviética (verConferência de Teerã e Conferência de Yalta).

## Composição
Entre os membros da PKWN havia políticos de vários partidos aceitos por Stalin. Seu presidente era Edward Osóbka-Morawski, do Partido Socialista Polonês. Seus adjuntos foram Wanda Wasilewska e Andrzej Witos, da União dos Patriotas Poloneses. Witos era um irmão mais novo de Wincenty Witos, um notado político pré-guerra, e foi depois substituído por Stanisław Janusz. Sua composição incluía ainda membros do Conselho Nacional do Estado, do ZPP, Partido dos Trabalhadores Socialistas Poloneses (RPPS), Partido Popular (SL), do Partido Democrático (SD), do Partido dos Trabalhadores Polacos (PPR) e indivíduos não afiliados a partidos. [carece de fontes?] Stanisław Radkiewicz era responsável pelo departamento de segurança e Michał Rola-Żymierski pelo departamento de defesa. O lado soviético era representado por Nikolai Bulganin, cujo papel era dar apoio ao aparato de segurança e administração da PKWN, e de esvaziar os grupos políticos e militares que representavam o governo polonês no exílio. O PKWN apresentava-se como uma ampla coalizão democrática da esquerda, mas os principais partidos políticos poloneses não estavam oficialmente representados nele. De acordo com o historiador Norman Davies, a maioria das posições-chave na PKWN foi dada a pessoas que eram essencialmente funcionários soviéticos e não membros da PPR. Apenas três dos dezesseis ministérios foram ocupados por comunistas declarados - segurança, propaganda e assuntos militares.

## Políticas

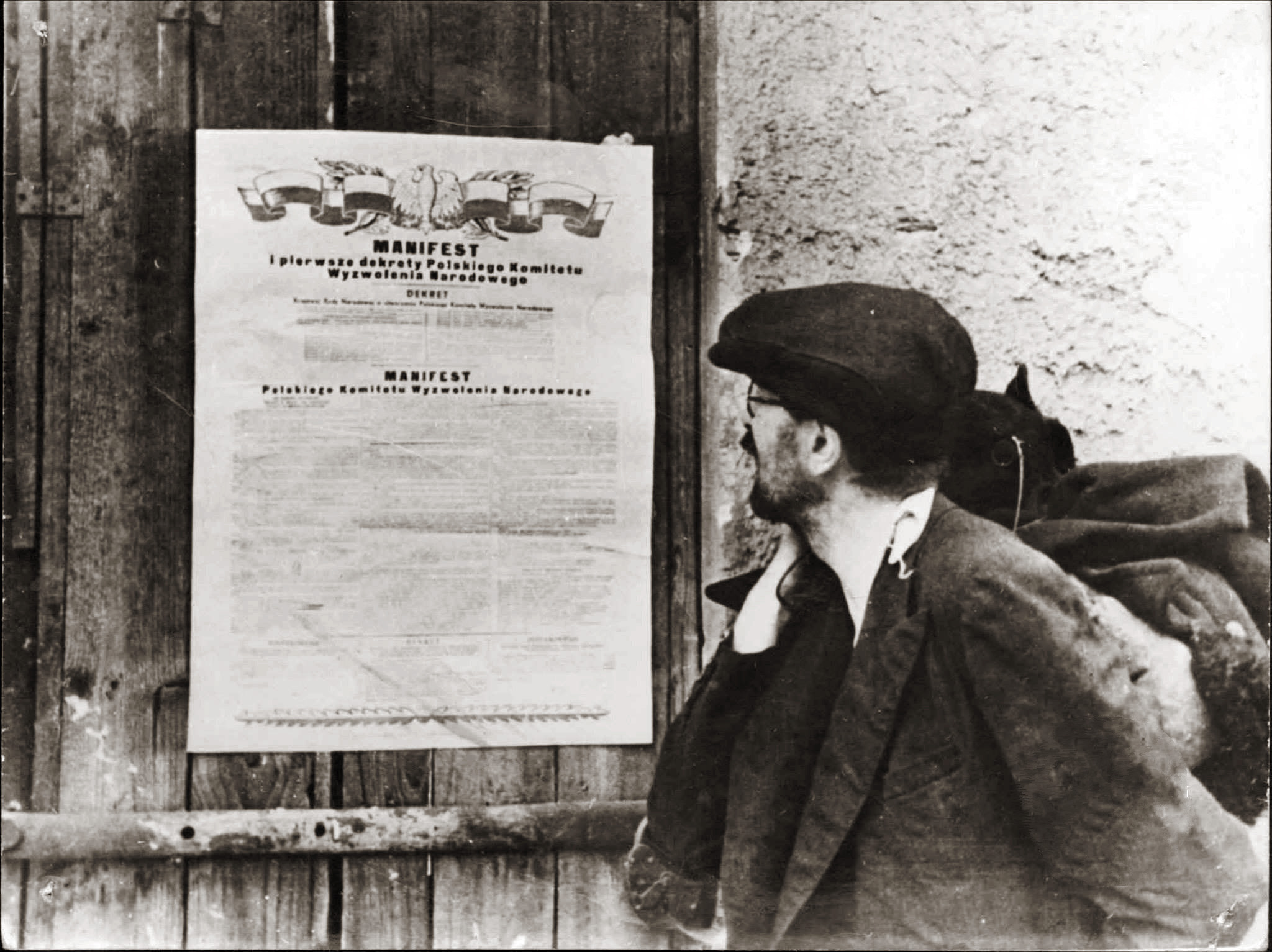
Uma foto de um cidadão lendo o Manifesto do PKWN.

O Manifesto do PKWN prometia reformas agrárias radicais, a expansão do território polonês para o oeste às custas da Alemanha, e a adesão à Constituição da Polônia de 1921. Ele definia o governo polonês no exílio como usurpador, e a Constituição de abril de 1935 como fascista. No início, os comunistas poloneses tinham apoio marginal entre a população polonesa e o novo regime dependia completamente de Moscou. Os primeiros decretos do comitê autorizaram o controle do NKVD sobre as "áreas de retaguarda" do Exército Vermelho (na prática, toda a Polônia) e anunciaram uma restauração do Exército Polonês, sob a liderança soviética.
O PKWN usou uma combinação de medidas repressivas e conciliatórias. Apelou para o sentimento patriótico, patrocinou atividades culturais e implementou uma reforma agrária amplamente apoiada pelo povo, que havia muito a esperava. Nenhuma outra mudança revolucionária ocorreu, além dessa reforma agrária. O novo exército polonês, em grande parte formado por oficiais soviéticos (a maioria dos oficiais poloneses havia sido eliminada no massacre de Katyn ou deixara a União Soviética com o Exército de Anders), manteve a aparência de um exército nacional e participou da ofensiva soviética até Berlim.
No final de dezembro de 1944, o PKWN foi reconstituído como o Governo Provisório da República da Polônia (RTRP), que foi formalmente reconhecido pela União Soviética em janeiro de 1945. O governo no exílio manteve o reconhecimento dos Estados Unidos e do Reino Unido, mas na realidade as potências ocidentais não mais consideravam relevante a questão do governo da Polônia.